# Fatih

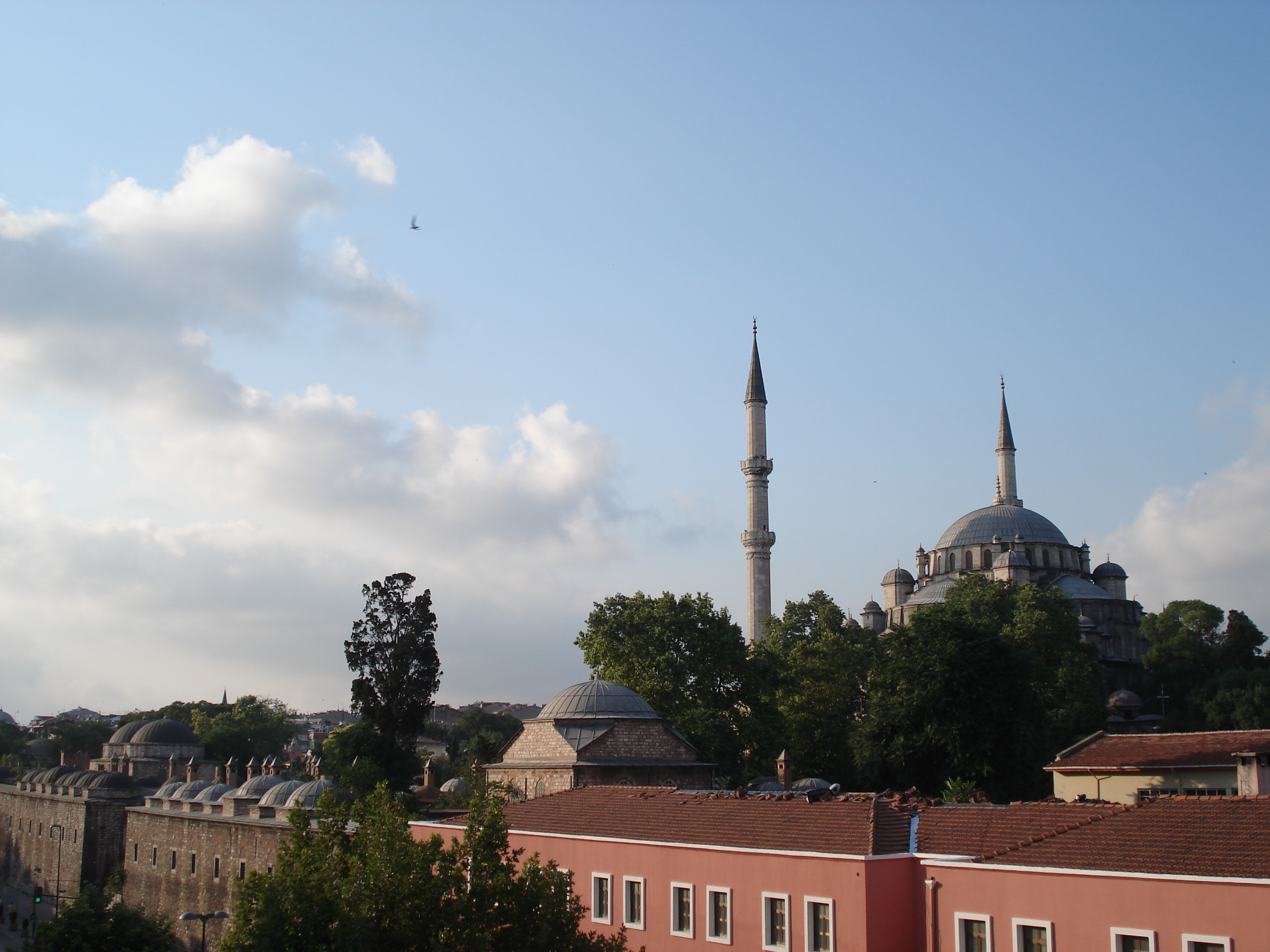
Fatih Mosque in Fatih district

Fatih ("conquistador") é um dos maiores distritos de Istambul, na Turquia, situado no coração da cidade. Devido a que constitui o bairro antigo da cidade conquistado por Maomé II, o Conquistador, atualmente também o conhece como a "verdadeira Istambul" ou a "primeira Istambul". Hoje em dia, Fatih constitui a península de Istambul até a muralha, o que foi a capital do Império Bizantino, Constantinopla. Conta com uma população de 443 955 habitantes (2008).
Em Fatih se encontra a Mesquita de Fatih, primeira mesquita otomana de relevância em Istambul. Devido a que foi a principal zona histórica da cidade, alberga alguns dos monumentos mais importantes.